# Niklas Süle
Niklas Süle, född 3 september 1995, är en tysk fotbollsspelare (försvarare) som spelar för Borussia Dortmund och det tyska landslaget.

## Klubbkarriär
Süle inledde sin professionella karriär i 1899 Hoffenheim. I januari 2017 värvades Süle av Bayern München, där kontraktet började gälla 1 juli 2017.
Den 7 februari 2022 värvades Süle på fri transfer av Borussia Dortmund, där han skrev på ett fyraårskontrakt. Kontraktet började gälla 1 juli 2022.

## Landslagskarriär
Süle debuterade i landslaget 2016 och har representerat Tyskland i OS-sammanhang under OS 2016. Tyske förbundskaptenen Joachim Löw tog i juni 2018 ut Süle till Tysklands trupp till VM 2018.
I november 2022 blev Süle uttagen i Tysklands trupp till VM 2022.